# Khanqah di Nadir Divanbegi
La Khanqah di Nadir Divanbegi è un monumento di Bukhara in Uzbekistan. In origine l'edificio era adibito a foresteria per i sufi itineranti.
L'edificio fa parte del complesso del Lyab-i Hauz e fu costruito dal ministro del Tesoro del Khan Abdul Aziz Khan, che ne finanziò la costruzione nel XVII secolo. Oggi è adibito a museo della ceramica tradizionale.

## Galleria d'immagini

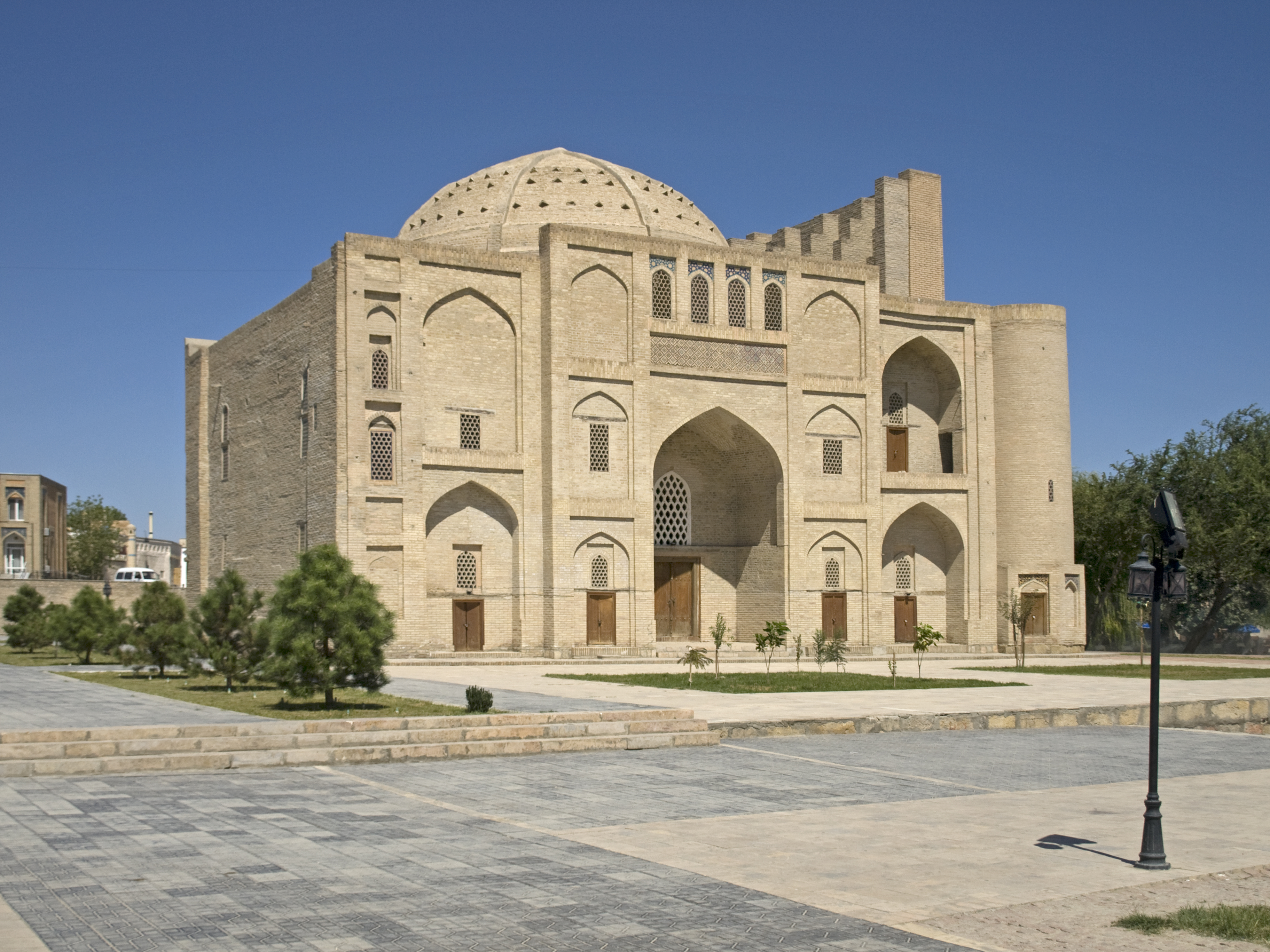
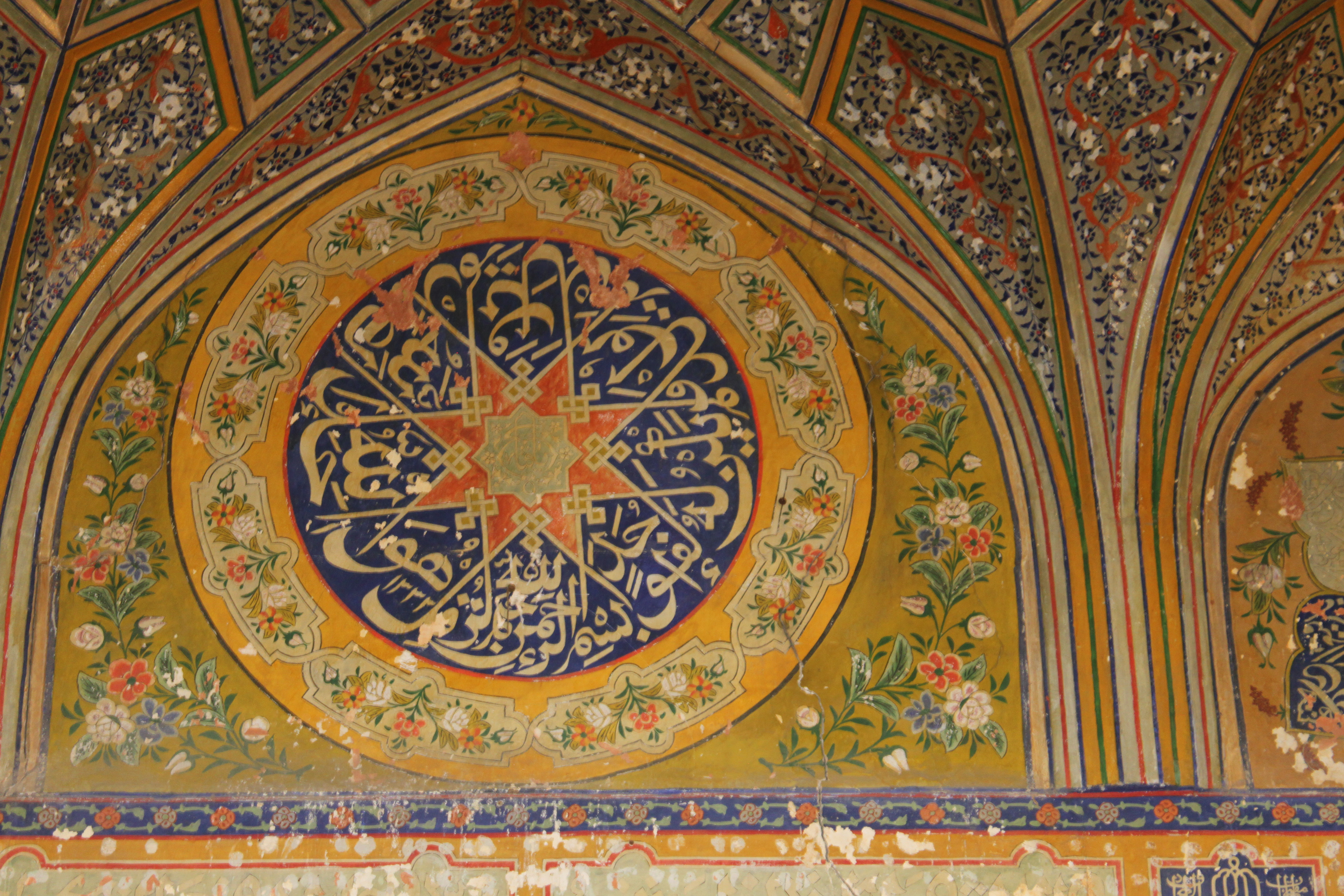
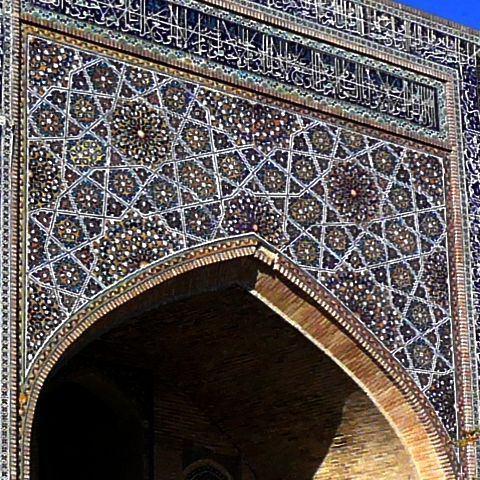
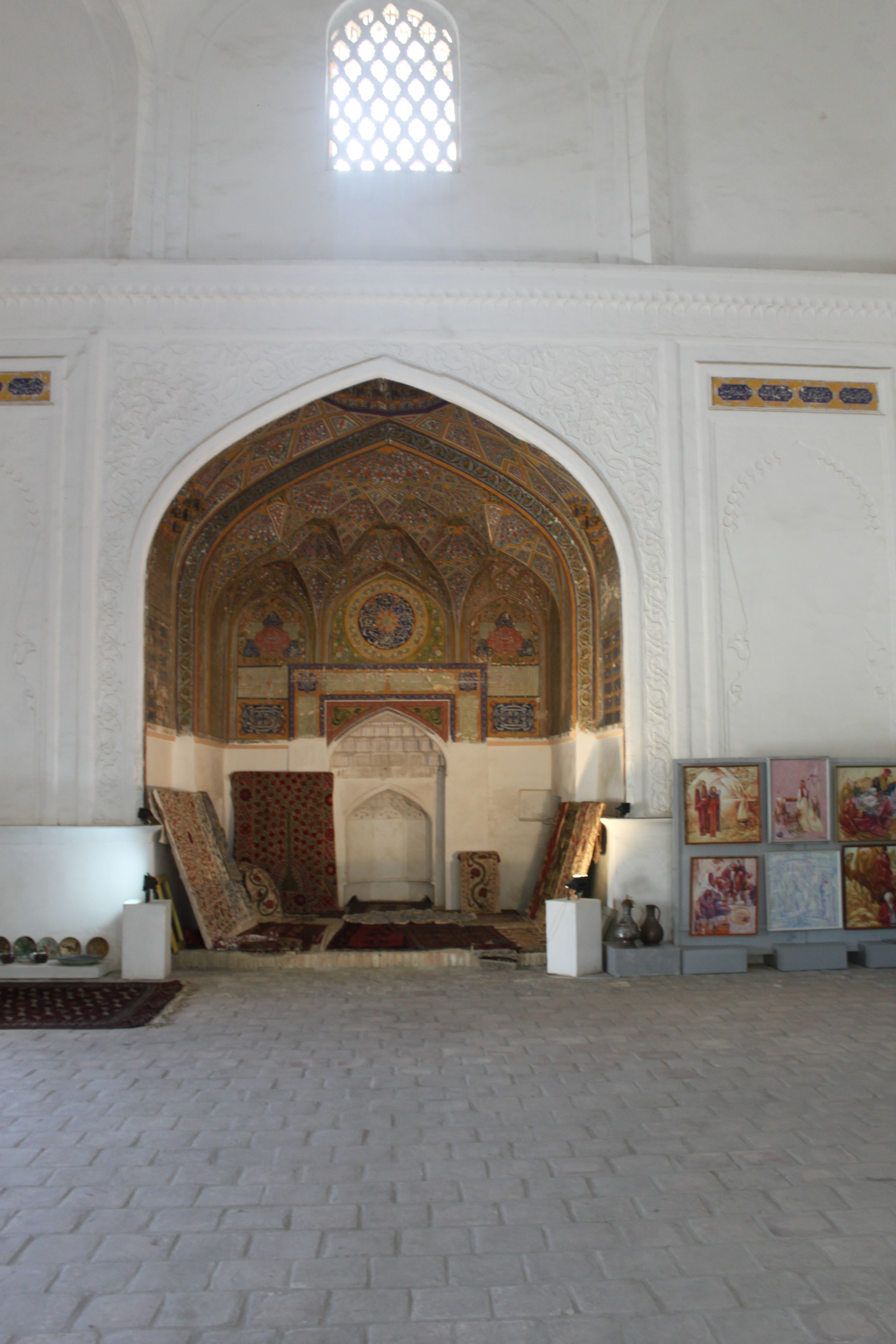